# St. Luzia (Engelgau)

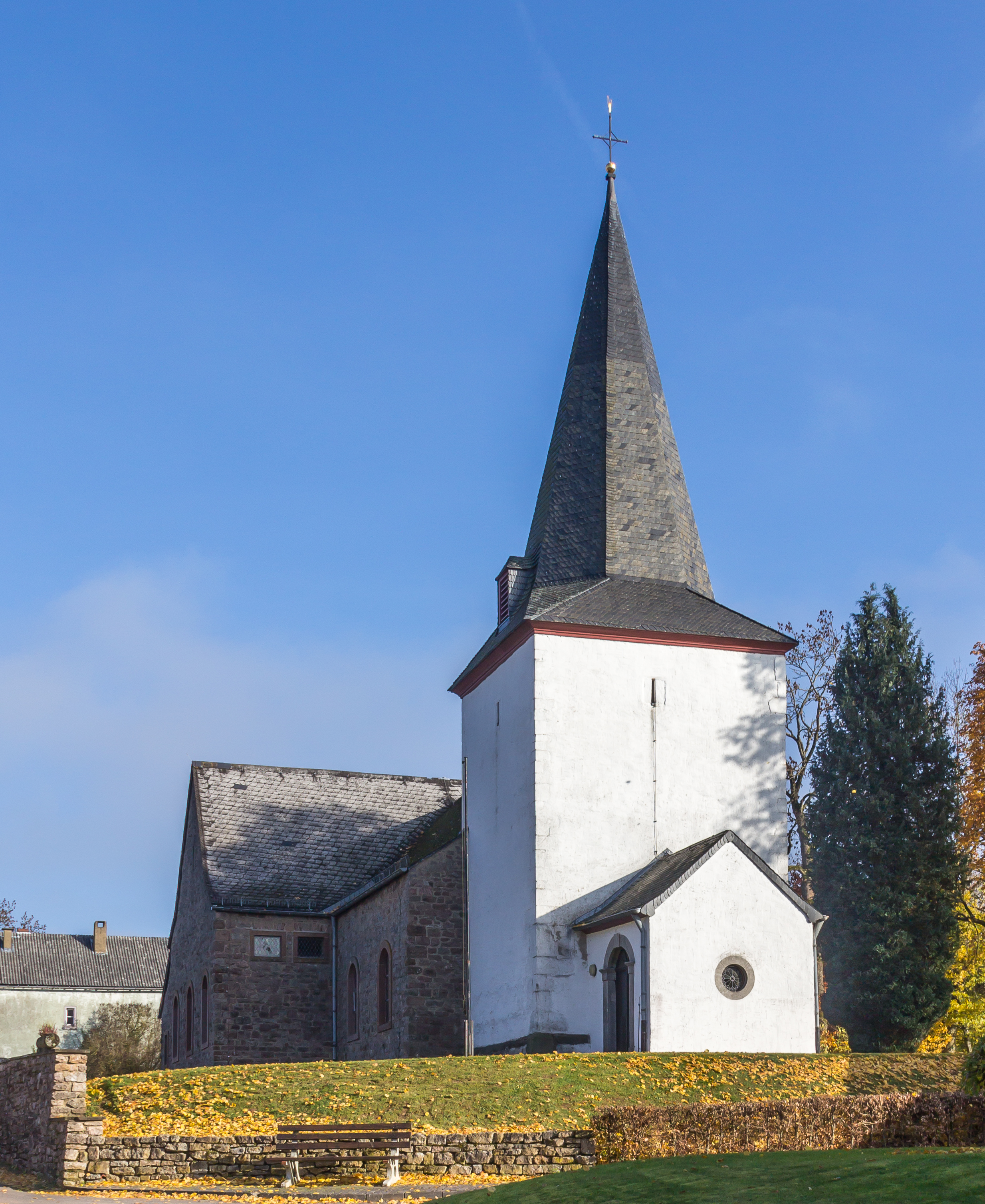
St. Luzia von Nordwesten

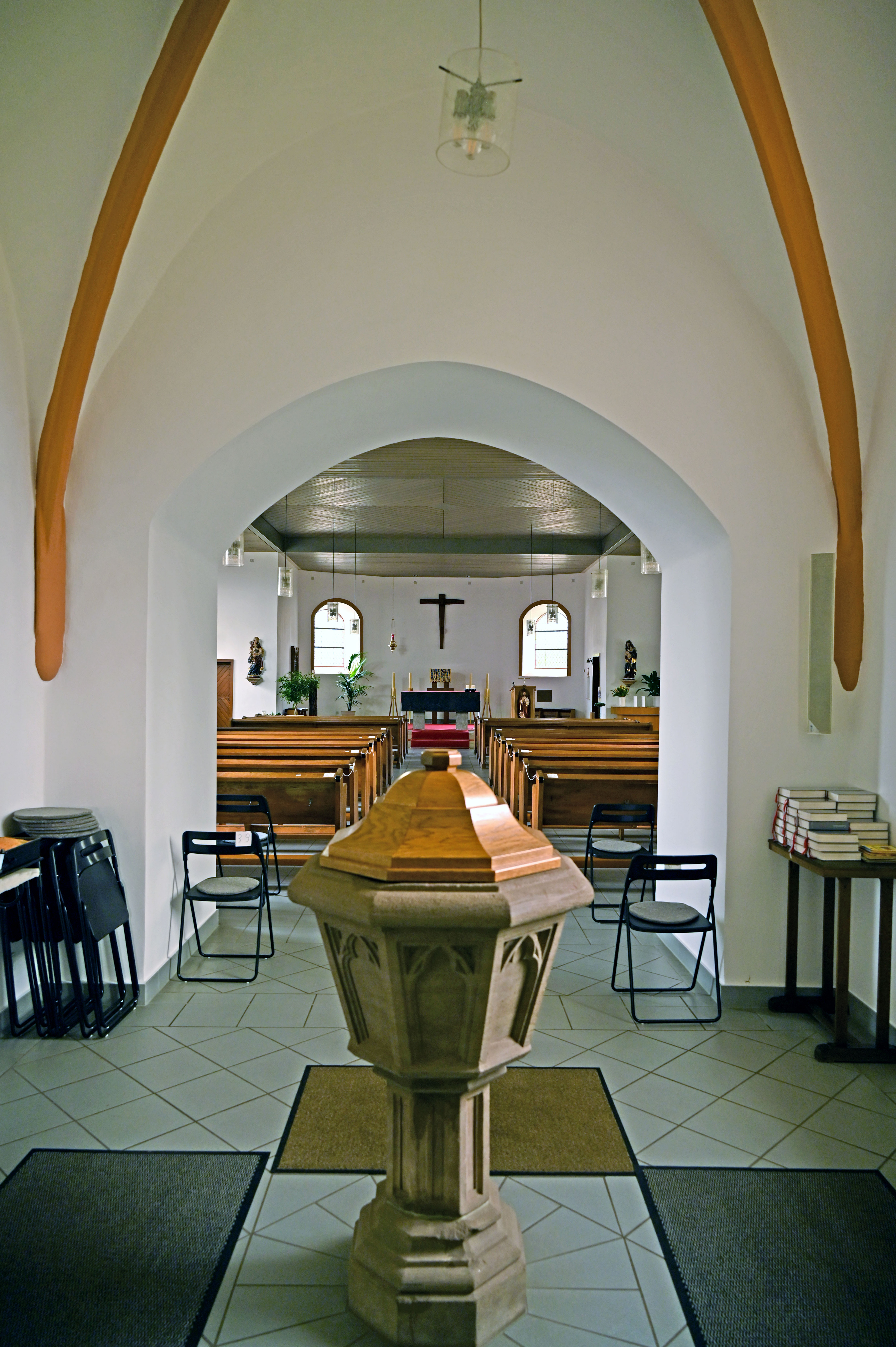
Innenraum mit Turmhalle

Die römisch-katholische Filialkirche St. Luzia in Nettersheim-Engelgau gehört wie die Ahekapelle zur Pfarre St. Peter Zingsheim-Engelgau in der Gemeinschaft der Gemeinden Hl. Hermann-Josef Steinfeld (Bistum Aachen). Das Gotteshaus ist der heiligen Märtyrerin Lucia geweiht. Es ist ein geschütztes Baudenkmal.

## Baugeschichte
Die ehemalige Kapelle in Engelgau, der Vorgängerbau, bestand aus einem Schiff mit zwei Fensterachsen, einem Chorraum, an den eine Sakristei angebaut war, und einem Westturm, dem eine Vorhalle vorgesetzt und der genauso breit wie das an ihn anschließende Schiff war.
Die Engelgauer beschlossen 1933, die zu klein gewordene Kirche bis auf den aus dem 15. Jahrhundert stammenden Westturm mit seiner Vorhalle abzubrechen und durch ein neues an den Turm angefügtes Gotteshaus zu ersetzen.
Der Bau der Kirche begann 1934, im Jahre 1937 wurde sie geweiht.
Der Neubau ist ein Bruchsteinsaalbau und hat ein Querhaus.
Die Baupläne stammten von dem Kölner Architekten Rolf Distel.
Die Kirche hat 120 Sitz- und 100 Stehplätze.
Sie ist wie der Vorgängerbau nicht streng nach Osten ausgerichtet.
In den Jahren 2003 und 2004 wurde die Kirche umfangreich saniert.

## Ausstattung
Der Zelebrationsaltar wurde im Jahre 1987 in der Kirche aufgestellt.
In der Kirche befinden sich ein für die Ahekapelle wichtiges Servatius-Reliquar und ein Lucia-Reliquar.